# Teoloyucan (kommun)
Teoloyucan är en kommun i Mexiko. Den ligger i delstaten Mexiko, i den centrala delen av landet, cirka 30 kilometer nordväst om huvudstaden Mexico City. Huvudorten i kommunen är Teoloyucan. Kommunen ingår i Mexico Citys storstadsområde och hade 63 115 invånare vid folkmätningen 2010, varav drygt 51 000 bodde i kommunhuvudorten. Arean för kommunen är 53,04 kvadratkilometer.